# San Miguel Coatlán
San Miguel Coatlán là một đô thị thuộc bang Oaxaca, México. Năm 2005, dân số của đô thị này là 2808 người.